# ديريك براونيل
ديريك براونيل (بالإنجليزية: Derick Brownell)‏ هو لاعب كرة قدم أمريكي، ولد في 2 فبراير 1974 في بوفالو في الولايات المتحدة. لعب مع تشارلستون بيتري وسان خوسيه إيرثكويكس.